# Raben Steinfeld
Raben Steinfeld est une municipalité allemande du land de Mecklembourg-Poméranie-Occidentale et l'arrondissement de Ludwigslust-Parchim.

## Personnalités liées à la ville
- Marie de Schwarzbourg-Rudolstadt (1850-1922), grande-duchesse née à Raben Steinfeld